# Свята Андорри
Це список свят Андорри.
| Дата       | Назва             | Місцева назва               |                          |
| ---------- | ----------------- | --------------------------- | ------------------------ |
| 1 січня    | Новий Рік         | Año nuevo                   | Any nou                  |
| 14 березня | День Конституції  | Día de la Constitución      | Dia de la Constitució    |
| 8 вересня  | Національне свято | Nuestra Señora de Meritxell | Mare de Déu de Meritxell |
| 25 грудня  | Різдво            | Navidad                     | Nadal                    |

## Зовнішні посилання
- http://www.ccis.ad/en/horaris-comercials.html%5Bнедоступне+посилання+з+липня+2019%5D